# نادي كالمار
نادي كالمار (بالسويدية: Kalmar Fotbollsförening) هو نادي كرة قدم سويدي تأسس في سنة 1910 ويلعب حالياً في الدوري السويدي الممتاز، ملعبهُ الرئيسي غولدفاجيلن أرينا في بلدة كالمار ويسع ل12 ألف متفرج، وقد تمكن هذا النادي من الفوز بالدوري السويدي مرة واحدة كما تمكن 3 مرات من الفوز بالكأس الوطنية.